# 281
| [ Edytuj tabelę ] |                     |
| Król Aksum        | - 270 Endubis 300   |
| Cesarz Chin       | - 265 Sima Yan 290  |
| Władca Korei      | - 270 Sŏch’ŏn 292   |
| Papież            | - 275 Eutychian 283 |
| Król Persji       | - 276 Bahram II 293 |
| Cesarz Rzymu      | - 276 Probus 282    |

Rok 281 / CCLXXXI
stulecia: II wiek ~
III wiek ~
IV wiek

lata: 271 «
276 «
277 «
278 «
279 «
280 «
281
» 282
» 283
» 284
» 285
» 286
» 291

## Wydarzenia
Azja
- Odnaleziono ukrytą w grobowcu chińską Kronikę bambusową, dokumentującą lata 771–299 p.n.e., spisaną najprawdopodobniej w III wieku p.n.e. na bambusowych tabliczkach.

Cesarstwo rzymskie
- Cesarz Probus stłumił uzurpacje Saturnina i Prokulusa.

## Urodzili się
- Łucja z Syrakuz, dziewica i męczennica (zm. 304).
- Mariusz Wiktoryn, gramatyk, łaciński pisarz i tłumacz z greki, neoplatonik (lub 291, zm. 363)

## Zmarli
- Juliusz Saturnin, rzymski dowódca i uzurpator w Syrii.
- Prokulus, rzymski uzurpator w Galii.